# Dorcadion obtusum
Dorcadion obtusum là một loài bọ cánh cứng trong họ Cerambycidae.